# The RedMoths
The RedMoths est un groupe franco-japonais de visual kei/metal. Le groupe est formé en 2022 par les deux membres fondateurs Rei (voix) et KyllE (batterie).

## Histoire

### Débuts (2022–2023)
The RedMoths voit le jour en 2022, à la suite de la rencontre entre Rei (voix), KyllE (batterie) et la production toulousaine Blue Neko. Le groupe se lance avec l'accompagnement artistique de cette dernière et commence l’enregistrement de son premier EP.
En 2023, ils recrutent Ico (guitare lead), puis Sanka (basse). En 2024, Mitsuki (美月) rejoint la formation en tant que guitariste rythmique.

### Forbidden (ep, 2024)
Fin 2023, The RedMoths sortent un premier clip sous l’accompagnement artistique de Blue Neko, pour le single Fukenzen no kibō (不健全の希望).
En mars 2024, après avoir mis fin à cette collaboration artistique, ils publient un second clip pour le titre WHORE, et sortent officiellement leur premier EP FORBIDDEN, composé de cinq morceaux.
Ils donnent à cette période leur premier concert au festival Court ou Long, à Rieumes (France).

### MALUS (EP, 2024)

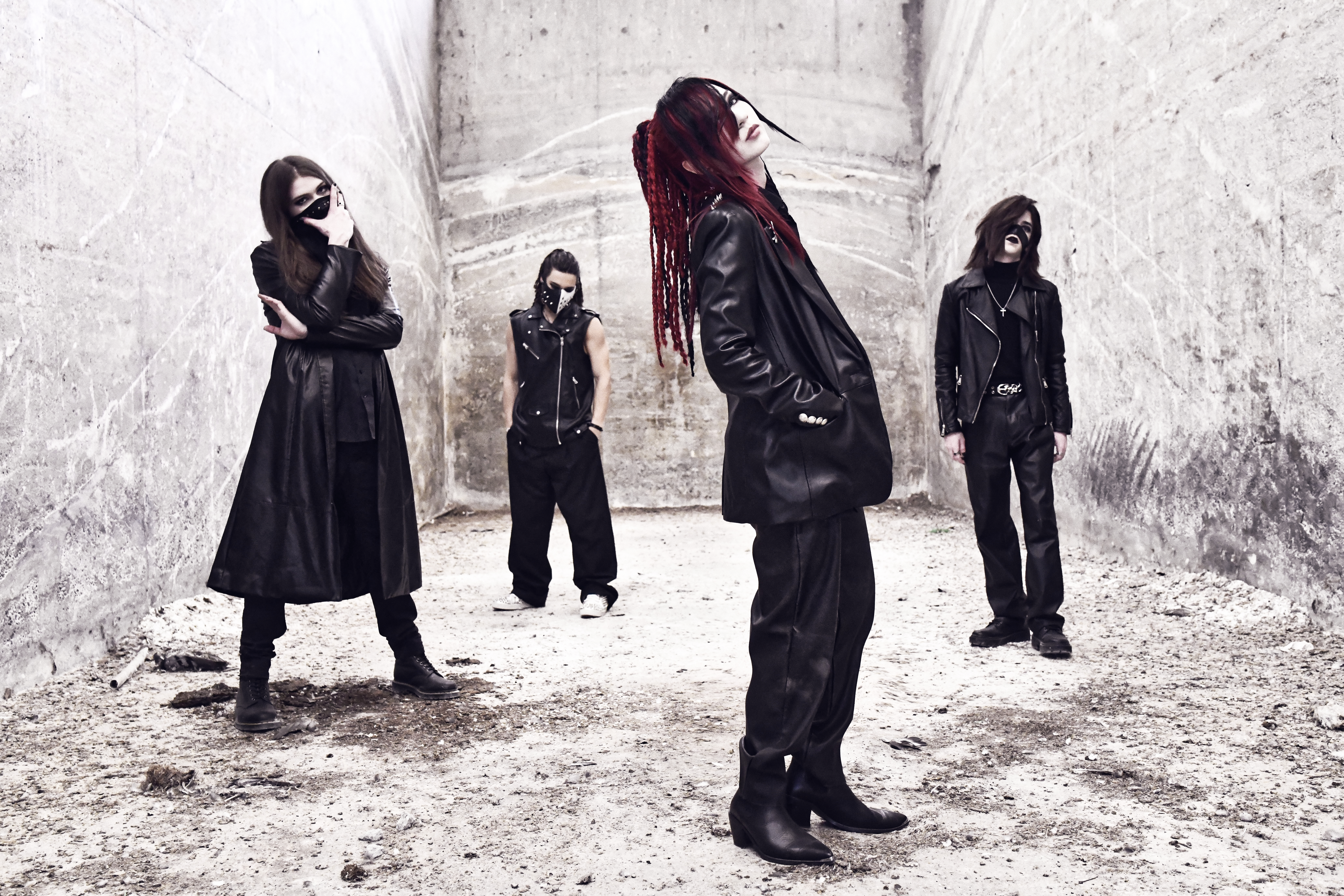
THE REDMOTHS MALUS ERA (2025)

À l’automne 2024, devenus entièrement indépendants, The RedMoths sortent un second EP, MALUS, comprenant six titres. Ils organisent une release party à Toulouse, jouée à guichets fermés.

### Tournée et évolution (2024-2025)
Pendant cette période, ils sont invités à se produire lors de plusieurs événements majeurs, tels que la Japan Touch à Lyon (France)et la Manga Touch à Plaisance-du-Touch (France).
Après cette série de concerts, The RedMoths annoncent leur séparation avec le bassiste Sanka en avril 2025, et poursuivent leurs activités en formation à quatre.
Les RedMoths continuent leur série de concerts à succès, se produisant à nouveau à guichets fermés à Toulouse en juin 2025,,.Ils sont également invités officiels de la convention bordelaise Animasia en octobre 2025, où ils devraient donner un concert.

## Membres

### Membres actuels
- Rei (零?) — voix (2022–)
- Ico — guitare lead (2023–)
- Mitsuki (美月?) — guitare rythmique (2024–)
- KyllE — batterie (2022–)

### Ancien membre
- Sanka (山歌?) — basse (2023–2025)

## Discographie

### EP
- FORBIDDEN (2024)[8]
- MALUS (2024)[8]

### Singles
- 13 octobre 2023 : Fukenzen no kibō (不健全の希望?)[4]
- 8 mars 2024 : WHORE[5]

## Concerts et apparitions notables
- 29 juin 2024 – Festival Court ou Long (Rieumes, France)
- 8 novembre 2024 – Release Party de MALUS (Toulouse, France) (SOLD OUT)
- 1er décembre 2024 – Japan Touch[16],[17],[18](Lyon, France)
- 6 avril 2025 – Manga Touch[19],[20] (Plaisance-du-Touch, France) (SOLD OUT)
- 23 juin 2025 - Axis Musique (Toulouse, France)(SOLD OUT)[12],[13],[14]
- 12 octobre 2025 - Animasia (Bordeaux, France)[15]